# Цаганламын Дугэрсурэн
Цаганламын Дугэрсурэн (монг. Цагаанламын Дүгэрсүрэн; 1914–1986) — монгольский политик и государственный деятель, исполняющий обязанности председателя Президиума Государственного Великого Народного Хурала МНР с 20 мая 1972 по 29 июня 1972 года.
Член Монгольской народно-революционной партии. Секретарь ЦК МНРП.